# Rosemarie Zacher
Rosemarie Zacher (* 1966 in München) ist eine deutsche Künstlerin, Illustratorin und Kunstpädagogin.

## Leben
Rosemarie Zacher studierte Kunstpädagogik, Kunstgeschichte und Betriebswirtschaftslehre in München. Sie lehrte elf Jahre im Fachbereich Kunstdidaktik an der Ludwig-Maximilians-Universität München und illustriert Bücher, Publikationen und Plakate u. a. für die Bayerische Staatszeitung. Mit ihren künstlerischen Arbeiten und museumspädagogischen Konzepten ist sie u. a. für das Haus der Bayerischen Geschichte und den Bayerischen Städtetag tätig und leitet Kurse und Workshops für Führungskräfte aus der Wirtschaft und die Bayerische Schlösserverwaltung. In Gauting leitet sie seit über 25 Jahren die „Schule der Fantasie“, eine Kunstschule für Kinder und Erwachsene.
Rosemarie Zacher wurde unter anderem mit dem Kunstpreis der Stadt Starnberg (1989), mit dem Günther-Klinge-Preis (1997) und mit dem Pasinger Kunstpreis (2012) ausgezeichnet. Zusammen mit Susanna Partsch war sie 2009 nominiert für den Preis des besten Wissenschaftsbuch des Jahres (Österreich) und den Deutschen Jugendliteraturpreis. Ihre künstlerischen Arbeiten waren in zahlreichen Einzelausstellungen zu sehen.